# Gaja
Gaja (укр. Гея) — пісня польської співачки та авторки пісень Юстини Стечковської. Пісня випущення 28 листопада 2024 року як п'ятий сингл з дев'ятнадцятого студійного альбому співачки Witch Tarohoro. Пісня взяла участь у польському національну фіналі Polskie kwalifikacje, де здобула перемогу, та представлятиме Польщу на пісенному конкурсі Євробачення 2025.

## Про пісню
Пісню написали Юстина Стечковська, Патрик Кумор, Еміліан Валуховскі, Домінік Бучковскі-Войташек, а продюсували Готел Торіно, Еміліан Валуховскі та Ян Білецький. Пісня названа на честь богині Геї, уособлення Землі в давньогрецькій міфології.

## Пісенний конкурс Євробачення

### Polskie kwalifikacje
Polskie kwalifikacje — національний фінальний формат, розроблений TVP для відбору заявки на пісенний конкурс Євробачення 2025. Конкурс відбувся 14 лютого 2025 року в штаб-квартирі TVP у Варшаві.
14 січня 2025 року було опубліковано список десяти учасників відбору, серед яких опинилася Стечковська з піснею «Gaja».
У фіналі, співачка набрала 39.32 % голосів телеглядачів, тим самим вигравши його.

### На Євробаченні
28 січня 2025 року відбулося жеребкування, яке визначило, у якому з півфіналів Євробачення змагатиметься кожна країна. За результатами жеребкування Польща потрапила до першої половини першого півфіналу, який відбувся 13 травня 2025 року в Базелі, Швейцарія. У півфіналі Юстина Стечковська виконала пісню «Gaja» під другим порядковим номером. Співачці вдалося кваліфікуватися до фіналу конкурсу, що пройде 17 травня.

## Нотатки
1. ↑  Версія для Євробачення містить англомовні вставки